# Стадион имени Бахрома Вафоева
Стадион имени Бахрома Вафоева (узб. Bahrom Vafoyev nomidagi stadion) — стадион в городе Мубарек Кашкадарьинской области Узбекистана. Является домашней ареной местного футбольного клуба «Машъал». Вмещает 10 тысяч зрителей. Построен и открыт в начале 1980-х годов. В последующие годы несколько раз реконструировался. Назван в честь основателя футбольного клуба «Машъал» — Бахрома Вафоева, который являлся руководителем одного из предприятий Мубарека в годы основания клуба, то есть в начале 1980-х годов.